# An-Nasir Ahmad I.
Schihab ad-Din Ahmad (arabisch شهاب الدين أحمد, DMG Šihāb ad-Dīn Aḥmad, königlicher Name al-Malik an-Nasir Schihab ad-Din Ahmad / الملك الناصر شهاب الدين أحمد / al-Malik an-Nāṣir Šihāb ad-Dīn Aḥmad; * in Kairo; † 1344 in Karak) war Sultan der Mamluken in Ägypten 1342.

## Leben
Schihab ad-Din Ahmad war der dritte Sohn von Sultan an-Nasir Muhammad I., der den Thron der Mamluken bestieg. Seine Mutter war eine Sängerin namens Bayyad. Sein Vater schickte ihn nach Karak im heutigen Jordanien, damit er dort die Reitkunst erlerne. Nachdem sein Vater gestorben war, stimmte er der Thronbesteigung seines jüngeren Bruders Saif ad-Din Abu Bakr zu. Dieser wurde jedoch 1341 von dem mächtigen Emir und Sultans-Sekretär Qusson abgesetzt und gemeinsam mit sechs seiner Brüder in Qus interniert, woraufhin Qusson zum Vize-Sultan des siebenjährigen neuen Sultans Kudschuk, ebenfalls eines Sohnes von an-Nasir Muhammad, ernannt wurde und somit zum eigentlichen Herrscher Ägyptens aufstieg. Aber schon im darauffolgenden Jahr wurde Qusson von den einflussreichsten Emiren unter der Führung von Emir Aidaghmash festgenommen und der Kind-Sultan Kudschuk entthront.
Nun wurde Emir Baibars al-Ahmadi gemeinsam mit anderen Emiren nach Karak entsandt, um Schihab ad-Din Ahmad als neuen Sultan nach Ägypten zu geleiten. Währenddessen wurden die Häuser von Qussons Mamluken vom Pöbel geplündert und noch vor Ahmads Ankunft in Ägypten alle Besitztümer von Qusson selbst auf den Sultan übertragen. Sultan Ahmad weigerte sich jedoch, die Gesandtschaft der Emire in Karak zu empfangen und schickte sie nach Gaza zurück, wo sie auf ihn warten sollte. Das erfüllte Emir Aidaghmash mit Sorge, der ungeduldig in Kairo auf die Ankunft des neuen Sultans wartete, um die Ordnung rasch wiederherzustellen. Denn die Plünderungen, gewaltsamen Auseinandersetzungen und Racheakte hatten bereits ganz Kairo erfasst. Stattdessen erhielt er von Schihab ad-Din Ahmad eine Botschaft, in der ihm dieser für seine Dienste dankte und ihn bat, das Land bis zu seiner Ankunft in seinem Namen zu regieren. Die sechs von Qusson in Qus inhaftierten Brüder des Sultans wurden befreit und nach Kairo zurückgebracht, wo ihnen die Emire und das Volk einen freudigen Empfang bereiteten. Aber als die Emire von Gaza erneut nach Karak kamen, empfing sie Schihab ad-Din Ahmad wieder nicht. Stattdessen befahl er ihnen schriftlich, nach Ägypten zurückzukehren. Die Emire, verärgert über das Benehmen des Sultans, informierten Aidaghmash in Kairo, aber bald darauf trafen Gesandte Ahmads daselbst ein und überbrachten Nachricht, dass der neue Herrscher, begleitet von Beduinen, auf dem Weg nach Ägypten sei und Kairo bei Nacht über das Friedhofstor und die Zitadelle durch einen geheimen Eingang betreten werde.
Tatsächlich traf Sultan Schihab ad-Din Ahmad nachts in Begleitung von zehn Männern aus Karak ein – jedoch, zur Verwunderung der Emire und Aidaghmashs, mit verschleiertem Gesicht. Am nächsten Morgen empfing der Sultan Aidaghmash und teilte ihm mit: „Ich wollte nicht Sultan werden. Ich war glücklich, wo ich war, aber nachdem Du mich gerufen hast, hatte ich keine Wahl.“ Die Straßen Kairos wurden geschmückt und Aidaghmash benachrichtigte im Auftrag des Monarchen die syrischen Emire über dessen Ankunft, wobei er die Botschaft mit „Der Mamluke Ahmad, Sohn von Muhammad“ unterzeichnete. Den Emiren missfiel das Verhalten des neuen Sultans und sie baten Aidaghmash, sie in Siryakus, einer kleinen Stadt nördlich von Kairo zu treffen, um über die weitere Vorgangsweise zu beraten.
Am Ende des Fastenmonats Ramadan, dem Fest von Eid ul-Fitr (Lesser Bairam bzw. Fest des Fastenbrechens), wohnte der Sultan nicht dem öffentlichen Gebet bei und verbot das unter allen früheren Sultanen übliche abendliche Festmahl in der Zitadelle. Er verbot den Emiren überdies, in die Zitadelle zu kommen, wo er allein mit seinen Begleitern aus Karak weilte. Nachdem die syrischen Emire, darunter Qatlubugha und Tshatmar Homos Akhdar, in Kairo angekommen waren, beschwerten auch sie sich bei Aidaghmash über das eigenartige Verhalten des Sultans sowie über dessen Beduinenkleider. Aidaghmash schlug daraufhin die Absetzung des neuen Herrschers vor, was die Emire jedoch ablehnten. Schihab ad-Din Ahmad ernannte Tshatmar Homos Akhdar zum Vize-Sultan und Aidaghmash zu seinem Stellvertreter in Aleppo, aber bereits kurz darauf wurde Tshatmar in der Zitadelle wegen Machtmissbrauchs und ungebührlicher Behandlung Sultans-Freunde aus Karak inhaftiert. Auch Emir Qatlubugha wurde bald darauf in Bisan durch Aidaghmash verhaftet. Der Sultan informierte die Emire, dass er gemeinsam mit dem Kalifen und einigen Emiren nach Karak reiten und nach einem Monat zurückkehren werde.
Verschleiert und in Beduinenkleidung verließ Sultan Schihab ad-Din Ahmad mit dem Kalifen und einigen Emiren Kairo und ritt nach Karak, wo er dem Kalifen befahl, nach Jerusalem weiterzureisen. Die verhafteten Emire Qatlubugha und Tshatmar Homos Akhdar wurden nach Karak gebracht und in der Festung eingesperrt. Ihre gesamte Habe und alle Frauen Qatlubughas wurden ebenfalls nach Karak verbracht, die Besitztümer geplündert und die Frauen misshandelt. Nach Kairo kehrte Ahmad nicht, wie zugesagt, zurück. In Ägypten wunderte man sich über die Abwesenheit des Herrschers, und die Emire waren entsetzt über die brutale Behandlung von Qatlubugha. Mit der Zeit wurde die Situation unhaltbar. Einen Gesandten aus Kairo mit der Botschaft an den Sultan, dringend dorthin zurückzukehren, empfing dieser nicht einmal. Stattdessen ließ er ihm schriftlich mitteilen: „Ich bleibe an dem Platz, den ich liebe und werde erst dann zu Euch zurückkehren, wenn ich es möchte.“ Nach Kairo gelangten auch Nachrichten, die besagten, dass er die beiden Emire Qatlubugha und Tshatmar Homos Akhdar habe umbringen lassen.
Schließlich beschlossen die Emire, den Sultan zu entthronen und durch seinen Bruder Ismail zu ersetzen. Er hatte drei Monate und 13 Tage geherrscht. Als er dem Ersuchen, das Geld und die Besitztümer, die er nach Karak hatte transportieren lassen, zurückzubringen, nicht entsprach, wurde die Stadt belagert. Schließlich wurde Ahmad im Jahr 1344 gefangen genommen, getötet und sein Kopf wurde nach Ägypten geschickt.